# Diploglossus montisserrati
Espèce
Statut de conservation UICN

 CR B1+2c : 
En danger critique
Diploglossus montisserrati est une espèce de sauriens de la famille des Diploglossidae.

## Répartition
Cette espèce est endémique de Montserrat aux Antilles.

## Étymologie
Cette espèce est nommée en référence au lieu de sa découverte, Montserrat.

## Publication originale
- Underwood, 1964 : An anguid lizard from the Leeward Islands. Breviora, no 200, p. 1-10 (texte intégral)